# 바실리카

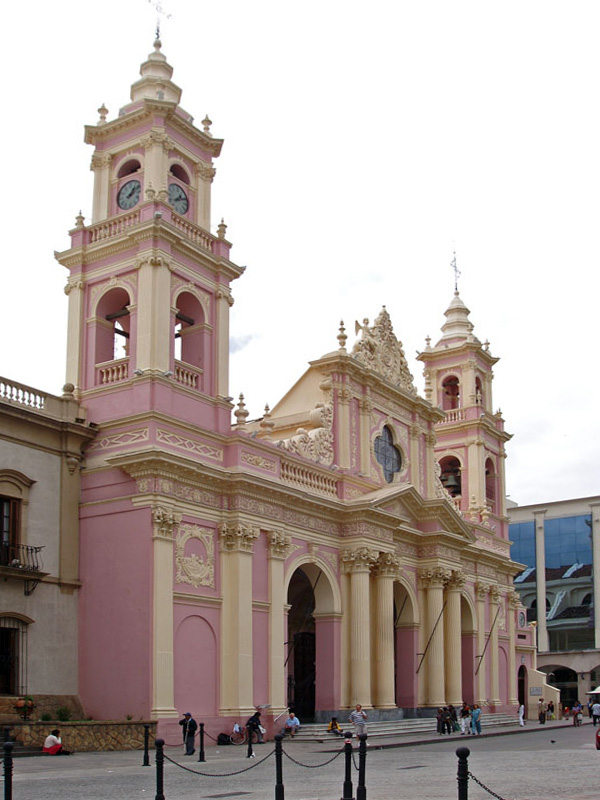
바실리카

바실리카(라틴어: Basilica)는 원래 고대 로마인들의 공공건물(고대 그리스의 경우에는 주로 법정을 칭함)을 칭하는 데 사용한 라틴어로 대개 고대 로마 마을의 포룸에 있었다. 고대 그리스 도시들의 경우, 공공 바실리카는 기원전 2세기에 출현한 것으로 보인다.
바실리카는 또한 종교적 용도로도 사용되었다. 1915년 포르타 마조레 근처에서 1세기 것으로 인정되는 지하의 거대한 신피타고라스주의적 바실리카 유적지가 발견되었다. 바실리카 내부의 둥근 천장에 발라진 치장 벽토는 살아남아 있는데, 이것에 대한 해석은 서로 다른 의견이 많아 논쟁 중이다. 4세기 기독교 바실리카의 평면도는 세 개의 중랑(中廊)과 한 개의 후진(後陣)이 있는 구조인 이 신피타고라스주의적 바실리카의 평면도와 유사하다. 사람들을 많이 수용하기 위해서 장방형의 건물에 3~5개의 열주를 세우고 지붕을 씌워 실내공간이 
넓다.
로마 제국이 기독교를 공인한 이후, 바실리카라는 용어는 역사적으로 유서가 깊고 규모가 크며 교황이 특별한 전례 의식을 거행하는 성당을 가리키는 것으로 의미가 확장되었다. 따라서 현재 바실리카에는 두 가지 뜻이 있게 되었는데, 하나는 고대 건축의 문맥에서 공공건물을 가리키는 것이고 다른 하나는 기독교 건축의 문맥에서 대규모의 유서 깊은 성당을 가리키는 것이다.

## 같이 보기
- 대성당
- 산 피에트로 성당 (관광지)
- 산 파올로 성당 (관광지)
- 산타 마리아 마조레 성당 (관광지)
- 산 조반니 인 라테라노 대성당 (수석바실리카:관광지)